# Alberto Fabio Ambrosio
Pour les articles homonymes, voir Ambrosio.
 (mai 2024).
La mise en forme du texte ne suit pas les recommandations de Wikipédia : il faut le « wikifier ».
Les points d'amélioration suivants sont les cas les plus fréquents :
- Les titres sont pré-formatés par le logiciel. Ils ne sont ni en capitales, ni en gras.
- Le texte ne doit pas être écrit en capitales (les noms de famille non plus), ni en gras, ni en italique, ni en « petit »…
- Le gras n'est utilisé que pour surligner le titre de l'article dans l'introduction, une seule fois.
- L'italique est rarement utilisé : mots en langue étrangère, titres d'œuvres, noms de bateaux, etc.
- Les citations ne sont pas en italique mais en corps de texte normal. Elles sont entourées par des guillemets français : « et ».
- Les listes à puces sont à éviter, des paragraphes rédigés étant largement préférés. Les tableaux sont à réserver à la présentation de données structurées (résultats, etc.).
- Les appels de note de bas de page (petits chiffres en exposant, introduits par l'outil «  Source ») sont à placer entre la fin de phrase et le point final[comme ça].
- Les liens internes (vers d'autres articles de Wikipédia) sont à choisir avec parcimonie. Créez des liens vers des articles approfondissant le sujet. Les termes génériques sans rapport avec le sujet sont à éviter, ainsi que les répétitions de liens vers un même terme.
- Les liens externes sont à placer uniquement dans une section « Liens externes », à la fin de l'article. Ces liens sont à choisir avec parcimonie suivant les règles définies. Si un lien sert de source à l'article, son insertion dans le texte est à faire par les notes de bas de page.
- La présentation des références doit suivre les conventions bibliographiques. Il est recommandé d'utiliser les modèles {{Ouvrage}}, {{Chapitre}}, {{Article}}, {{Lien web}} et/ou {{Bibliographie}}. Le mode d'édition visuel peut mettre en forme automatiquement les références.
- Insérer une infobox (cadre d'informations à droite) n'est pas obligatoire pour parachever la mise en page.

Pour une aide détaillée, merci de consulter Aide:Wikification.
Si vous pensez que ces points ont été résolus, vous pouvez retirer ce bandeau et améliorer la mise en forme d'un autre article.
Alberto Fabio Ambrosio, né le 4 septembre 1971 à Fano, en Italie, est un théologien et historien des religions franco-italien membre de l'ordre dominicain, spécialiste du soufisme.

## Biographie
Alberto Fabio Ambrosio naît le 4 septembre 1971 à Fano, en Italie. Il grandit à Milan jusqu'à l'âge de 19 ans. 
Après une formation philosophique et théologique au studium des dominicains à Bologne, il étudie la langue et la littérature persane et turque à l'université Marc-Bloch de Strasbourg en 2001 et 2002. En 2002, il obtient une maîtrise en langue turque et un diplôme d'études approfondies de théologie catholique. En 2008, il est docteur en histoire moderne et contemporaine à l’université de Paris IV-Sorbonne après avoir soutenu sa thèse Pratiques et doctrines des derviches tourneurs au XVIIe siècle dans l'Empire ottoman : le cas Ismâ'îl Rüsûhi Ankaravî. Il obtient l'habilitation à diriger les recherches en théologie à l’université de Lorraine en 2013. Son dossier d'habilitation est intitulé Le Soufisme des derviches tourneurs. Recherches en mystique,,. En 2014, il obtient une licence canonique en œcuménisme et dialogue interreligieux à l'université pontificale Saint-Thomas-d'Aquin. De 2003 à 2014, il vit à Istanbul où il poursuit ses recherches d'histoire et culture soufies auprès du Dominican Studies Institute.

### Principaux thèmes de recherche
À partir de 2017, Alberto Fabio Ambrosio est professeur de théologie et d'histoire des religions à la Luxembourg School of Religion & Society. Il est également co-directeur de recherche au collège des Bernardins et chargé de cours à l'université de Bologne et intervient régulièrement dans différentes universités. Il est membre associé du Centre d’études ottomanes, balkaniques et centrasiatiques (CETOBAC/EHESS, Paris), de l’Institut dominicain d'études orientales du Caire. Il est également membre associé à la recherche de l’Institut français d’études anatoliennes d’Istanbul et membre du groupe de recherche ZoneModa. Italian Fashion Studies à Bologne.
Considéré comme « l'un des meilleurs spécialistes du soufisme »,  le dialogue entre les religions et les spiritualités fait partie de ses intérêts majeurs. Lors de la parution de l'encyclique Laudato si', Alberto Fabio Ambrosio se félicite que le pape François y cite un texte soufi de Alî al-Khawwâç, il écrit « Pour la première fois dans l'histoire du Magistère officiel de l'Église est mentionné, dans une encyclique papale, un texte se référant directement à une autre tradition spirituelle et religieuse ». Ses recherchent portent sur le religieux tel qu'il se manifeste à travers les diverses religions et sur ses interactions avec les différents domaines de la culture. 
Spécialiste de la dimension mystique de l'islam, Alberto Fabio Ambrosio travaille à partir de 2018 sur des recherches sur les rapports entre les modes vestimentaire et religieuse ; il aborde ces phénomènes socioculturels dans une perspective théologique, transformant ainsi, suivant l’esprit de la LSRS, également la théologie dans ses discours et méthodes. Depuis 2019, il dirige un projet de recherche intitulé Revêtir l'invisible : la religion habillée, qui est porté conjointement par la LSRS et le collège des Bernardins, où il est également directeur d’études,

## Publications
- Oeuvres scientifiques
  - Per una morale contemporanea. Critica alla moda pura (in press), Milan, Mimesis, 2023.
  - Il Vangelo delle vanità. Moda e Spirito, Milan, Politi Seganfreddo Edizioni, 2022, 179 p.
  - Moda e Religioni. Vestire il sacro, sacralizzare il look, Milan, Bruno Mondadori, « Culture, moda e società », 2022, 170 p. (en français : Mode et Religions. Habiller le sacré, sacraliser le look, Paris, Editions Hermann, prévu 2024).
  - Penser l’islam en Europe. Perspectives du Luxembourg et d’ailleurs (avec Laurent Mignon), Paris, Editions Hermann, 2021, 300 pp.
  - Dio tre volte sarto. Moda e teologia, Milan, Mimesis Editore, 2020.                                         
    - Version turque : Moda, Kilise ve Teoloji, trad. turque de Dio tre volte sarto par Mesut Kalaycı, Istanbul, Kitabı Mukaddes Şti, 2022, 103 p.
    - Version française: Théologie de la Mode. Dieu trois fois tailleur, trans. by R. Sctrick, Paris, Editions Hermann, 2021, 118 pp.

  - Escatologia quotidiana. The Last Judgment of Maxim Kantor, Milan, Mimesis Editore, 2020 (version française: Eschatologie du quotidien. Le “Jugement dernier” de Maxim Kantor, trans. by R. Sctrick, Milan, Mimésis Editions, 2021, 159 pp.).
  - Rūmī and Whirling dervishes, A Forum for Theology in the World (Vol. 6 No 2/2019), Adelaide, ATF Theology, 2019, 113 pp.
  - Pouvoir et secret. L’initiation dans la confrérie bektaşîe, Paris, CNRS Editions, 2017.
  - Corps mystique et mystique du corps: Epître aux colossiens et soufisme anatolien. Essai comparatiste, Paris, Geuthner, 2017.
  - Quand les soufis parlent aux chrétiens. A la rencontre avec un islam fraternel, Paris, Bayard, 2016.
  - L’islam in Turchia, Rome, Carocci Editore, 2015.
  - Soufisme et christianisme. Entre histoire et mystique, Paris, Les Éditions du Cerf, 2013, 239 pp.
  - Soufis à Istanbul: hier, aujourd’hui: des hommes et des lieux, xiiie -xxie siècle, Paris, Les Éditions du Cerf, 2014, 207 pp.
  - Dervisci. Storia, antropologia, mistica, Rome, Carocci Editore, 2011, 190 pp. (Turkish translation: Istanbul, 2012).
  - Vie d’un derviche tourneur. Doctrine et rituels du soufisme au xviie siècle, Paris, CNRS Éditions, 2010, 405 pp. (Turkish edition: Istanbul, 2013; Italian edition: 2014; Arabic edition: Dar al-Mashreq, Lebanon, 2015).2. Oeuvres de divulgations
  - Trouver Dieu en toutes choses, with Jean-Claude Kardinal Hollerich & Volker Resing, Paris, Salvator, 2022, 164 pp.
  - “Was auf dem Spiel steht”: Die Zukunft des Christentums in einer säkularen Welt, with Jean-Claude Kardinal Hollerich & Volker Resing, Neuburg, Herder Verlag GmbH, 2022, 144 pp.
  - Inginocchiarsi, Assisi, Cittadella Editore, coll. Riti del vivere, 2021, 112 pp. (Version française: À genoux de corps et de cœur, with Catherine Aubin, Paris, Salvator, 2023, 128 pp.).
  - La messa di tutti, Bologna, EDB, coll. Le Ispiere, 2020, 112 pp.
  - Saisons intérieures. Croire à l’âge de l’incroyance, Paris, Editions Empreintes Temps présents, 2020, 120 pp.
  - Sufismo, Milan, Editrice Bibliografica, 2018, 128 pp.
  - Un Dio Curioso, Rome, Castelvecchi Editore, 2018, 128 pp.
  - È brezza divina, Milan, Mimesis Editore, 2015.
  - Lotta continua. Vangelo e stupore. Una lettura antropo-teologica delle parabole, Cinisello Balsamo, San Paolo Editore, 2015, 140 pp. (French translation: Une lutte sans merci. Actualité des paraboles, Paris, Empreintes, 2016, 136 pp.).
  - Silenzio profetico. In ascolto mistico dell’islam, Milan, Mimesis Editore, 2015, 60 pp.
  - La Confrérie de la danse sacrée. Les derviches tourneurs, Paris, Albin Michel, 2014.
  - Danza coi Sufi. Un incontro con l’Islam mistico, Cinisello Balsamo, San Paolo Editore, 2013, 144 pp.
  - Petite mystique du dialogue, Paris, Les Éditions du Cerf, 2013. 102 pp. (Italian translation: Piccola mistica del dialogo, Castelvecchi, 2014).3. Editions
  - Femmes et religions en Méditerranée, with Valentine Zuber, Paris, Editions Hermann, 2022, 358 pp.
  - Liberté de religion et de conviction en Méditerranée, avec Valentine Zuber and Jacques Huntzinger, Paris, Editions Hermann, 2020, 440 pp.
  - Art abstrait et spiritualité. Kim En Joong entre Orient et Occident. Proceedings of the symposium. Forthcoming.
  - Kim En Joong. Artista della Luce, Alberto Fabio Ambrosio (ed.), Rome, Carocci Editore, 2016.
  - Divus Thomas n° 54 (2009/3): La preghiera come tecnica. Una prospettiva orientale (with G. Cecere).
  - Divus Thomas n° 48 (2007/3): Il sufismo (with C. Saccone).
  - Claverie, Pierre, Un vescovo racconta l’Islam, Alberto Fabio Ambrosio (ed.), Bologna, ESD, 2007.
  - Ambrosio, A. F., Pierunek E., Zarcone, Th. (eds.), Les Derviches tourneurs. Doctrine, histoire et pratiques, Paris, Les Éditions du Cerf, 2006.4. Articles scientifiques
  - “Fashion, Clothing, and Modesty in Republican Turkey (1925–34)” (in press) in A. Utriza Yakin, A. duderija & A. Van Raemdonck (dirs.), Shame, Modesty, and Honor in Islam, London, Bloomsbury Academic, 2024, pp.127-140.
  - “La mode modeste pendant les années 1920” (in press) in A. Ambrosio & N. Roelens (dirs), Mode modeste, entre éthique et esthétique, Paris, Hermann, 2023, pp.43-58.
  - “Les discours éthiques de la mode : Entre réparation et renouveau des modèles” in A. Catellani, P. Gkouskou & E. Mouratidou (Dirs.), Recherches en communication, n° 55 : Mode et communication environnementale, 2023, pp.11-27, DOI: https://doi.org/10.14428/rec.v55i55 .
  - “Les habits de la Révolution : la Turquie entre Orient et Occident”, in Histoire, Europe et relations internationales, 1, 2022, p. 55-64.
  - “Luxembourg”, avec Liz Lambert, in : Stephanie Müssig, Egdunas Racius, Samim Akgönül, Ahmet Alibašić, Jørgen S. Nielsen, (éds.), Yearbook of Muslims in Europe, vol. 14, Leiden, Brill, 2022, 421-434.
  - “Theology Talks Fashion: A Conversation with Alberto Fabio Ambrosio” (with D. Mounayer), ZoneModa Journal, 12(2), 2022, pp.87–89. https://doi.org/10.6092/issn.2611-0563/15811 .
  - “Théologie, sociologie des religions et politique en Turquie républicaine”, in Till Dembeck and Georg Mein, Johannes Pause, Christoph Purschke (eds.), The Ends of Humanities. Perspectives from the Humanities and Social Sciences. Vol. 1: The Ends of Humanities, Christoph Purschke (eds.), Luxembourg, Melusine Press, 2021, pp. 1-11
  - “Les fonctions culturelles et religieuses du masque”, in A. Dall’Igna, E. C. Sferrazza Papa, A. Carrieri (eds.), Quaderni di “Filosofia” d i s t a n z a, Mimesis Edizioni, Milan-Udine, 2021, pp. 161-171.
  - “Luxembourg”, with Liz Lambert, in Stephanie Müssig, Egdunas Racius, Samim Akgönül, Ahmet Alibašić, Jørgen S. Nielsen, Oliver Scharbrodt (eds.), Yearbook of Muslims in Europe, vol. 12, Leiden, Brill, 2020, pp. 422-437.
  - “La liberté religieuse: une (r)évolution dans l’Eglise catholique?”, in Liberté de religion et de conviction en Méditerranée, Alberto Fabio Ambrosio, Valentine Zuber and Jacques Huntzinger (eds.), Paris, Editions Hermann, 2021, pp. 379-398.
  - “Un islam à la mode? Mystique, politique, esthétique”, Nouvelle Revue Théologique 142 (2020/1), pp. 81-102.
  - “Luxembourg”, in Scharbrodt, Olivier; Akgönül, Samin; Alibašić, Ahmet; Nielsen, Jørgen S. and Račius, Egdūnas (eds.), Yearbook of Muslims in Europe, vol. 11, Leiden, Brill, 2019, pp. 405-418.
  - “Come vestono gli uomini di Dio, tra mistica islamica e Cristiana”, in Norozi, Nahid and Saccone Carlo (eds.), Tra le spade e le alcove: Tradizioni e letterature a confronto: dalla origini a Sa’di e Petrarca, Centro Essad Bey, 2019, pp. 39-48.
  - “Invisible Dress: Weaving a Theology of Fashion”, Religions, 5 July 2019.
  - “Journée Kim En Joong au Grand-Duché de Luxembourg”, in Etudes Greeniennes n°11, éditions Calliopées, Paris, 2019, pp. 115-116.
  - “L’époque de l’adab: le miroir soufi au 18e siècle”, in Ethics and Spirituality in Islam. Sufi Adab, F. Chiabotti, C. Mayeur-Jaouen, E. Feuillebois-Pierunek, L. Patrizi (eds.), Leiden, Brill, 2017, pp. 547-563.
  - “The Library of the Whirling Dervish: An Editorial Policy”, in Chih, Rachida - Mayeur-Jaouen, Catherine - Seesemann, Rüdiger (eds.), Sufism, Literary Production, and Printing in the Nineteenth Century, Würzburg, Ergon Verlag, 2015, pp. 75-98.
  - “L’islam spirituale: Il misticismo sufi. Correnti e radicamento”, in Dal Mediterraneo al Mar della Cina. L’irradiazione della tradizione cristiana di Antiochia nel continente asiatico e nel suo universo religioso, Rome, Libreria Editrice Vaticana, 2015.
  - “Mapping the modern Turkish Sufism and Anti-Sufism: a case study of Salafism in opposition to Sufism”, in Sufis and Salafis in the Contemporary Age, Llyod Ridgeon (ed.), London, Bloomsbury, 2015, pp. 59-70.
  - “Plaidoyer pour une théologie du silence”, Nouvelle Revue théologique, 137 (2015), pp. 91-105.
  - “Euphoria und Ekstase im Islam”, Wort und Antwort, 2014, in press.
  - “Constantinopoli al vertice della ‘casa dell’islam’. Fenomenologia dell’islam nell’Impero ottomano”, in Da Constantinopoli al Caucaso. Imperi e popoli tra Cristianesimo e Islam (ed. C. Alzati, a cura di L. Vaccaro), Città del Vaticano, Libreria editrice vaticana e Varese, Fondazione Ambrosiana Paolo VI, 2014, pp. 213-232.
  - “La danse des derviches tourneurs: entre laïcité symbolique et culture mystique”, in Lambert, Frédéric (ed.), Prières et Propagandes. Études sur la prière dans les arènes publiques. Suivi du livre I de La Prière de Marcel Mauss, Paris, Hermann, 2014, coll. “Cultures numériques”, pp. 297-312.
  - “The Son is the Secret of the Father: Rūmī, Sultān Veled and the Strategy of Family Feelings”, in Mayeur-Jaouen, Catherine, Papas, Alexandre (eds.), Family Portraits with Saints. Hagiography, Sanctity and Family in the Muslim World, Berlin, Klaus Schwarz Verlag, 2014, pp. 308-326.
  - “Lorsque le derviche tourneur était un mystique nomade: Sabûhî Ahmed Dede. Du marquage territorial et des personnalités marquantes” , Oriente Moderno N. 93 (2013/1), pp. 121-133.
  - “L’origine féminine de l’espace soufi à Istanbul”, in Frommel, Sabine and Dumas, Juliette (eds.), Bâtir au féminin? Tradition et stratégies en Europe et dans l’Empire ottoman, Paris, Les Éditions Picard, 2013, pp. 229-237.
  - “Boundless Love: Ismā’īl Anqarawī’s Commentary on the Preface to the Second Book of the Mathnawī”, Mawlana Rumi Review, n. 3 (2012), pp. 68-94.
  - “Des écrivains du soufisme ou des soufis écrivains? Voyage au pays des mystiques”, Synergies Turkey, n. 4 (2011), pp. 33-39.
  - “İsmā’īl Rusūhī Ankaravī: An Early Mevlevi Intervention into the Emerging Kadızadeli-Sufi Conflict”, in Curry, J., Ohlander, E. (eds), Sufism and Society. Arrangements of the Mystical in the Muslim World, 1200-1800, 2011, pp. 182-197.
  - “Rûmî, les derviches tourneurs et les chrétiens de Konya”, Rivista di storia e letteratura religiosa, 2011 (XLVII), n. 1, pp. 113-125.
  - “Des écrivains du soufisme ou des soufis écrivains? Voyage au pays des mystiques”, Chemins de dialogue, n. 36 (2010), pp. 171-180.
  - “Écrire et décrire la confrérie Mevlevîyye entre le xvie et le xviie siècle”, in Chih, Rachida, Mayeur-Jaouen, Catherine (eds.), with the collaboration of Denis Gril and Richard McGregor, IFAO, Cairo, 2010, pp. 275-290.
  - “Tra glorificazione e divinazione. Il tesbîh nell’islam”, Il rosario tra devozione e riflessione. Teologia, storia, spiritualità, Bologna, Edizione Studio Domenicano, 2010, pp. 258-274.
  - “The Castle of God is the Centre of the Dervish’s Soul”, Mawlana Rumi Review, n. 1 (2010), pp. 82-99.5. Traduction de la langue turque
  - Yalsızuçanlar, Sadık, Itinéraire d’un soufi. Récits d’Ibn ‘Arabî, trans. by Alberto F. Ambrosio, O.P. en collaboration avec Robert Sctrick, oréface de Abdelwahhab Meddeb, Paris, Le Cerf, 2013.
  - Uludağ, Süleyman, ‘Being a Christian Monk in the Eyes of Islam and Sufism’, Encounter, (2010) n. 357.
  - Tahsin, Yazıcı, “Mevlânâ Devrinde Semâ’” (Şarkiyat Mecmuası, V [1964], pp. 135-150), “Le Samâ’ à l’époque de Mawlânâ”, Journal of the History of Sufism, 4 (2003-2004), pp. 5-18.
- Le Christ nu et cru : Une spiritualité du dessaisissement, Paris, Desclée de Brouwer, 2025, 200 p. (ISBN 978-2-220-09880-7, présentation en ligne)